# Stevia fiebrigii
Stevia fiebrigii là một loài thực vật có hoa trong họ Cúc. Loài này được Hieron. miêu tả khoa học đầu tiên năm 1908.